# Hans Högn
Hans Högn (* 8. Juni 1904 in Hof (Saale); † 22. Mai 1980 ebenda) war ein deutscher Politiker der SPD. Von 1950 bis 1970 war Högn Oberbürgermeister der kreisfreien Stadt Hof.

## Leben und Wirken
Högn machte die Lehre zum Optiker und besuchte Kurse in Wirtschafts-, Sozial- und Kulturpolitik an der Arbeiterhochschule Tinz. Wegen seiner Mitarbeit an einer Reihe sozialdemokratischer Zeitungen wurde er 1933 in Schutzhaft genommen. Nachdem er zwischenzeitlich arbeitslos war, arbeitete er als technischer Angestellter, im Zweiten Weltkrieg war er Soldat und zuletzt Oberfeldwebel. Von 1945 an leitete er das Städtische Wohlfahrtsamt in Hof, zwei Jahre später wurde er dort zum Parteisekretär der SPD ernannt, ab 1949 war er über mehrere Jahre deren Ortsvorsitzender. Am 7. Juli 1948 wurde er zunächst zum ehrenamtlichen stellvertretenden Bürgermeister, am 19. Januar 1950 schließlich zum Oberbürgermeister von Hof gewählt, dieses Amt übte er bis zu seiner Pensionierung 1970 aus.
Nur wenige Monate nach seiner Wahl zum Stadtoberhaupt wurde er auch in den Bayerischen Landtag gewählt. Von 1950 bis 1966 vertrat er dort den Stimmkreis Hof/Saale-Stadt und Land als direkt gewählter Abgeordneter. In der 4. Wahlperiode von 1958 bis 1962 bekleidete er dort das Amt des ersten Vizepräsidenten. Außerdem gehörte er 1959 der 3. Bundesversammlung an. Nach dem Ende seiner Amtszeit als Oberbürgermeister wurde Högn 1970 zum Ehrenbürger der Stadt Hof ernannt. Den Bayerischen Verdienstorden hatte er bereits am 16. Januar 1960 erhalten.